# Dendropogon helictophyllus
Dendropogon helictophyllus là một loài rêu trong họ Cryphaeaceae. Loài này được Mont. A. Jaeger mô tả khoa học đầu tiên năm 1876.